# ISTA
Націона́льна акумуля́торна корпора́ція «ISTA» (НАК «ISTA») — один з найбільших в Європі виробників стартерних акумуляторних батарей. НАК «ISTA» першою в Україні почала забезпечувати повний цикл виробництва акумуляторів. НАК «ISTA» входить у склад групи компаній «Укрпромінвест», власником якої є Петро Порошенко

## Історія
1992 — український уряд ухвалив рішення про створення ВАТ «Іста» і про будівництво першого в країні заводу з виробництва свинцево-кислотних батарей.

1995 — введена в експлуатацію перша черга заводу ЗАТ «Іста-Центр».

1999 — створена маркетингово-збутова структура ТОВ "Торговий дім «ISTA».

2001 — запущено другий акумуляторний завод — ТОВ "ДОЗ «Енергоавтоматика».

2003 — запущено завод по рекуперації свинцево-містких матеріалів ТОВ «Укрсплав».

2006 — введено в дію завод з виробництва поліпропіленових корпусів — ТОВ «Інтерпласт».

2007 — почато поставки акумуляторів на підприємства одного з провідних виробників автомобілів — концерн Renault.

2008 — одержано міжнародний сертифікат ISO / TS 16949:2002.

2010 — введенням в дію нової збиральної лінії завершена програма модернізації підприємства. Розпочато поставки батарей для муніципалітетів Італії та Франції.

2011 — розпочато поставки на конвеєри європейських виробників сільгосптехніки. НАК «ISTA» стала єдиним в Україні виробником акумуляторних батарей, який отримав міжнародні сертифікати з екології виробництва та менеджменту якості. Успішно завершена аудиторська перевірка системи управління якістю ASES на відповідність вимогам стандарту альянсу Renault-Nissan. Отримано сертифікати, що підтверджують стандарти менеджменту якості ISO/TS 16949:2009 та екологічного менеджменту ISO 14001:2004.

## Скандали
Порошенко переоформлював на офшори «Іста-центр», яка була задіяна у будівництві Керченського мосту. З 2015 року і до кінця 2017-го «Іста-центр» здійснила, як мінімум, 50 поставок в Ростов-на-Дону.

## Процес виробництва
Існуюча структура корпорації забезпечує повний цикл виробництва акумуляторних батарей: від отримання сировини до постачання готових виробів кінцевому споживачеві. При цьому, на кожному з етапів здійснюється суворий контроль за дотриманням технологічних процесів та якістю продукції.

## Система менеджменту якості
Якість кінцевих виробів є головним пріоритетом компанії. Саме тому тут впроваджено сучасну систему управління якістю, яку сертифіковано за міжнародним стандартом ISO / TS 16949-2009.
Відповідно до вимог стандарту, на підприємствах корпорації впроваджені новітні методи контролю основних технологічних параметрів виробничого процесу. Для забезпечення стабільної якості продукції на заводах компанії використовується новітнє обладнання провідних закордонних виробників: Wirtz, Eirich, Automac, Catelli, Sovema, La Pneumatica та ін.

## Асортимент
Сьогодні на підприємствах корпорації виробляються всі види стартерних свинцево-кислотних батарей — різних типорозмірів і ємностей. Це акумулятори класу Преміум, які не потребують догляду, — надійні і довговічні батареї зі збільшеним терміном експлуатації. Малообслуговувані акумуляторні батареї з поліпшеними характеристиками і підвищеними значеннями пускового струму — класу Стандарт. Та батареї класу Економ — з традиційними значеннями номінальної ємності і струму стартерного розряду, що поєднують простоту обслуговування і прекрасні експлуатаційні якості.
Найбільш відомі бренди корпорації: ISTA, OBERON, Stayer, Feon, Atlant, Armada, Tormado, Multi Tec, Volta.